# Vladislav Sekal
Vladislav Sekal (* 18. ledna 1930 Tábor, Československo) je bývalý československý zápasník. V roce 1952 startoval na olympijských hrách v Helsinkách v obou stylech v kategorii do 73 kg. V zápase řecko-římském vypadl ve druhém kole, ve volném stylu ve čtvrtém kole (dělené páté místo). Šestkrát se stal mistrem Československa, třikrát v zápase řecko-římském a třikrát ve volném stylu.